# The Catalyst
«The Catalyst» es una canción de la banda estadounidense de rock Linkin Park, grabada para su cuarto álbum de estudio, A Thousand Suns (2010). Fue compuesta por todos los miembros del grupo y su producción estuvo a cargo de Mike Shinoda y Rick Rubin. La banda realizó su maqueta en la gira en promoción al álbum Minutes to Midnight (2007), que se llevó a cabo entre 2008 y 2010. Al culminar el tour el grupo ingresó a los NRG Recording Studios en North Hollywood, California, donde la grabaron. Warner Bros. Records lanzó la pista el 2 de agosto de 2010 como el sencillo principal de A Thousand Suns. Linkin Park la seleccionó porque sentían que era quien mejor mostraba el cambio de sonido y la dirección del álbum, además, porque tenían la intención de publicar algo «llamativo».
Musicalmente, es una pista que integra los géneros art rock, rock electrónico y la electrónica. «The Catalyst» surgió «sorprendentemente fácil» y la banda abordó su composición mediante el método de escritura automática que les enseñó y recomendó el productor Rick Rubin. «The Catalyst» fue descrita por Shinoda como una canción positiva que «trata de la adversidad y superarla». Asimismo, hace referencia a una cita recordada por Robert Oppenheimer al crear la bomba atómica. La canción tuvo una buena recepción, donde los críticos resaltaron el uso de la electrónica y destacaron la interacción vocal entre Bennington y Shinoda. «The Catalyst» tuvo un desempeño comercial regular donde ingresó en listas de Alemania, Austria, Australia, Irlanda y Reino Unido, entre otras. En Estados Unidos logró la posición 27 en el Billboard Hot 100, el número uno en la lista Alternative Airplay y la Recording Industry Association of America (RIAA) le otorgó la certificación de oro en julio de 2011.
El video musical, dirigido por Joe Hahn, se rodó en julio de 2010 en los Milk Studios (Los Ángeles, California) y se lanzó al mes siguiente en MTV y YouTube. Al considerar la pieza visual para la canción, Hahn pensó en el «final de la humanidad». Además, varias escenas del video están inspiradas en Holi, un festival hindú celebrado en la India. El video recibió nominaciones en las categorías de «mejor video de rock» y «mejor video de grupo» en los MTV Video Music Awards Japan de 2011, pero perdió en ambas categorías. La canción apareció en los créditos de Medal of Honor, y ha sido parte de los videojuegos Mobile Suit Gundam: Extreme Vs., Guitar Hero: Warriors of Rock y DJ Hero 2.

## Antecedentes

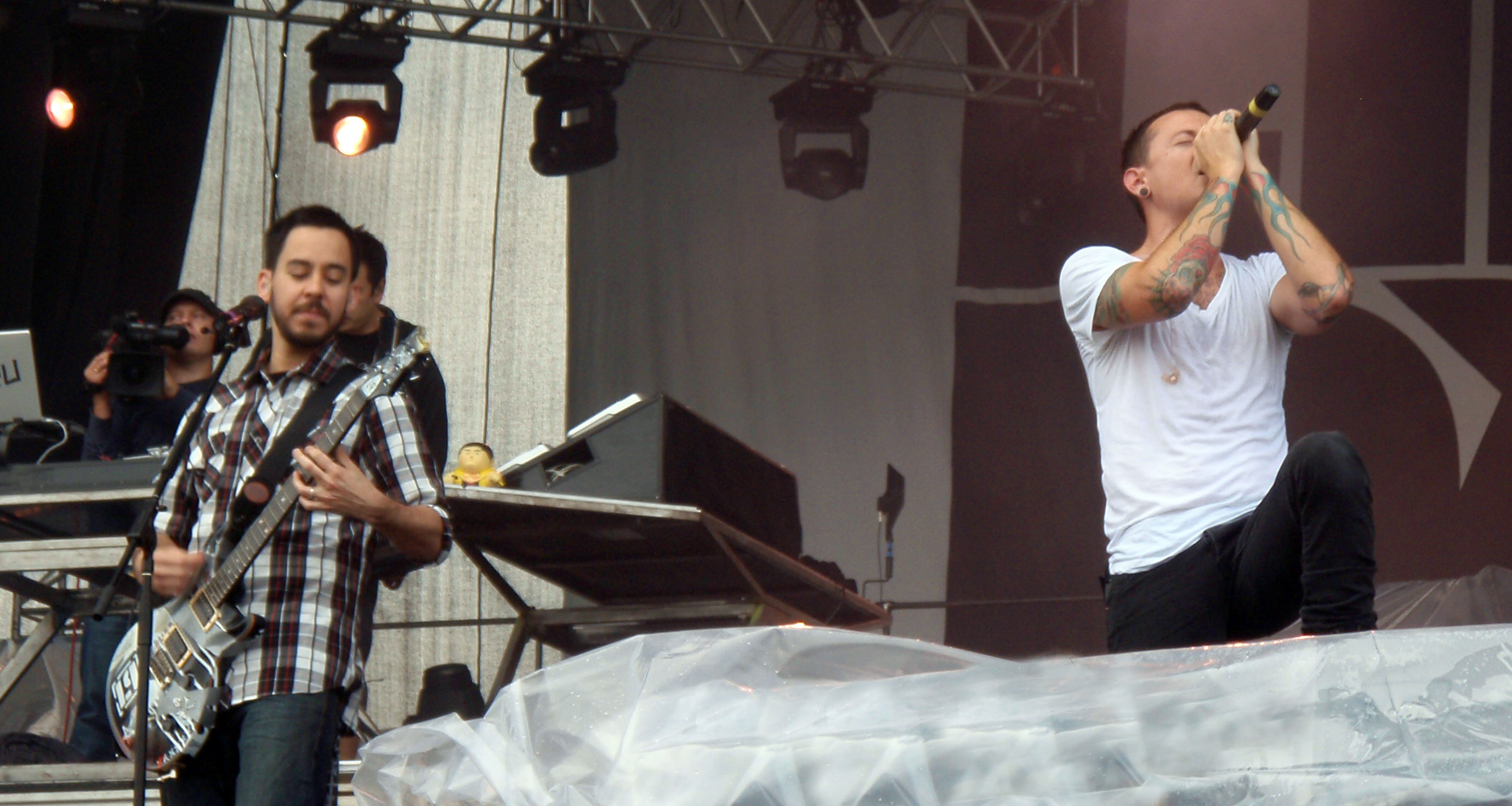
Linkin Park en la gira de Minutes to Midnight.

Luego del estreno de su tercer álbum de estudio, Minutes to Midnight (2007), Linkin Park mostró la intención de publicar música con mayor frecuencia. El multinstrumentista y vocalista Mike Shinoda explicó su deseo de iniciar una nueva etapa en la carrera del grupo, donde pudieran lanzar música con mayor regularidad, evitando la espera de cuatro años entre cada nuevo álbum. De esta manera, y para apaciguar la espera entre discos, el grupo estrenó el sencillo «New Divide», incluido en la película Transformers: la venganza de los caídos, y el álbum de maquetas LP Underground 9: Demos.
En 2008, mientras estaban de gira promocionando Minutes to Midnight, empezaron a escribir material para su cuarto álbum de estudio. Durante el tour, la banda grabó demos en Europa y Estados Unidos, precisamente en Berlín, Praga y New York. Posteriormente, analizaron el material junto al productor Rick Rubin y entraron a los NRG Recording Studios (Los Ángeles, California) para iniciar las sesiones de grabación. Muchas de las canciones tuvieron cambios drásticos desde su concepción hasta su versión final, pero otras permanecieron casi intactas, como «The Catalyst».

## Grabación
La grabación de «The Catalyst», así como la de todo A Thousand Suns, tomó lugar principalmente en los NRG Recording Studios entre 2008 y 2010. Las voces de la pista, precisamente las de Chester Bennington, se grabaron en el estudio personal de Shinoda. La producción de la canción estuvo a cargo del propio Shinoda y Rick Rubin, con quien Linkin Park ya había trabajado en Minutes to Midnight. Vlado Meller realizó su masterización en el Universal Mastering Studios con la asistencia de Mark Santangelo y Neal Avron la mezcló en el Paramount Recording Studios con la ayuda de Nicolas Fournier. En el estudio el grupo utilizó el complemento metaflander de Waves Audio (empresa desarrolladora de tecnologías de procesamiento de audio) para crear efectos en las voces de los vocalistas. Shinoda utilizó el complemento para dividir y obtener en la salida de audio una mitad con las voces originales y la otra con efectos vocales. En la sección del estribillo la variación es distinta, y el efecto vocal tiene un ajuste del 20 %. En esta configuración, la modificación de la voz de Shinoda en los versos está en sonido monoaural, y la de Bennington en el estribillo en estéreo. De acuerdo con el músico y productor, en la mezcla de la canción, cuando se desvanece su voz en el último verso, aparece la de Bennington de manera gradual y «da la sensación de que una voz se transforma en la del otro».

## Composición y descripción

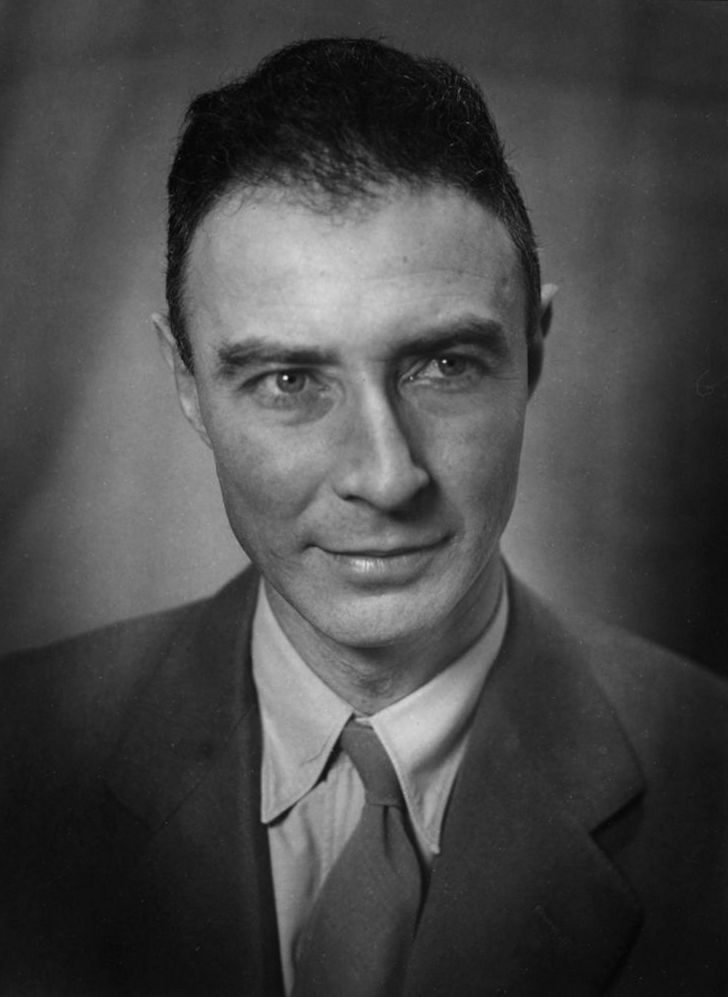
El proceso de escritura automática llevó a Mike Shinoda a escribir de manera no intencional una cita de Robert Oppenheimer (en la imagen) que hace referencia a las palabras pronunciadas tras la creación de la bomba atómica.

«The Catalyst» surgió «sorprendentemente fácil» en comparación a otras canciones de A Thousand Suns. La pista no sufrió cambios significativos desde que se concibió como demo, aun así, su primera versión se diferenció por tener «guitarras más pesadas». Al grupo no le gustó que predominara este instrumento, por lo que prefirieron darle otra enfoque. Shinoda explicó en una entrevista con Noisecreep en 2010: «Tan pronto sacamos las guitarras y añadimos ese sonido de teclado y órgano con eco, fue como, "Qué es esto?" [...] hay un momento donde pasas de, "Bueno, está bien", a ese momento donde todos están realmente metidos en [la canción]». La banda abordó su composición mediante el método de escritura automática que les enseñó y recomendó el productor Rick Rubin. A Shinoda, el proceso le resultó una «experiencia fluida», que empezó tras tocar el órgano de su introducción y cantar palabras por encima. Más de la mitad de lo que cantó terminó siendo la estructura base de la parte vocal.
«The Catalyst» es una canción de los géneros art rock, rock electrónico y electrónica que muestra a la banda incursionando en un sonido donde predominan los sintetizadores en lugar de las guitarras. Sigue un compás de 4/4, está compuesta en la tonalidad de re menor y tiene un tempo moderadamente rápido de 130 pulsaciones por minuto. «The Catalyst» comienza con una melodía de órgano inquietante y ominosa, que contrasta con la adición de efectos de scratch. Desde el inicio hasta su mitad es acompañada por un «extraño motif de teclado», que para Fraser McAlpine de la BBC, «suena como Gogol Bordello tocando con baterías de acero». La canción avanza en los versos y el estribillo con un «ritmo urgente» mientras se intercalan Bennington y Shinoda al cantar. Asimismo, su «naturaleza alarmante» aumenta con la adición de la guitarra y diversos elementos instrumentales. A su mitad hay un solo de turntable, que Shinoda catalogó como una de las partes más pegadizas de la pista. Al culminar, Bennington repite una sección el estribillo y da lugar al puente, donde la canción «se desvanece en una parte más suave y épica». Esta primer mitad de la canción está centrada en la electrónica y el canto de Bennington suena a un «llanto distópico». En el puente, la pista cambia a un «canto lento», descrito por el personal de Billboard como «fúnebre y emocional», donde los vocalistas recitan en conjunto Lift me up, let me go («Levántame, déjame ir») sobre «acordes dramáticos de piano y tambores estruendosos». Las guitarras entran en la segunda mitad del puente, y al culminar, dan lugar a una coda de un minuto de duración.
Para Ollie Dean de Classic Rock History la combinación de «instrumentos tradicionales con efectos digitales modernos» funcionan de manera perfecta para crear «una banda sonora apocalíptica creíble y premonitoria», la cual se ve «reforzada por el himno y el canto cautivador que componen las voces» de ambos vocalistas. Bennington dijo que «The Catalyst» es una canción interesante porque tiene «guitarras con más textura» y su aspecto electrónico es «bastante fuerte y agresivo». Además, mencionó que ayudó a conseguir la «vibra» del resto del disco. Por su parte, Shinoda expresó que es «más poderosa en el contexto del álbum».
Su letra la escribieron ambos vocalistas y Shinoda mencionó que «trata de la adversidad y superarla». Bennington se dio cuenta de que en el aspecto lírico «le dieron en el clavo» cuando escribieron God bless us everyone, we're a broken people living under loaded gun («Dios nos bendiga a todos, somos gente rota viviendo bajo un arma cargada»). El verso Will we burn inside the fires of a thousand suns? («¿Arderemos dentro de las llamas de mil soles?») le da título al álbum A Thousand Suns. Además, hace referencia a la cita del texto sagrado hinduista Bhagavad-gītā, recordada por Robert Oppenheimer al crear la bomba atómica, que dice: «Si el resplandor de mil soles aparecieran en el cielo al mismo tiempo, su brillo podría semejarse al de la refulgencia del Todopoderoso». El grupo se inspiró en la cita de manera no intencional y en un inicio pasaron por alto su importancia. Esto pasó porque en ese momento su «escritura era más intuitiva que en el pasado», donde «las ideas fluían y no las revisaban». La cita de Oppenheimer terminó influyendo en la realización de la canción y el concepto de A Thousand Suns. Thea de Gallier notó que habiendo dejado las «letras personales» de lado para dar lugar a «reflexiones sobre la tecnología moderna e incluso la guerra nuclear», «The Catalyst» se centra en el «malestar social y la amenaza de conflicto». Para Dean de Classic Rock History se centra en «la naturaleza belicosa aparentemente inevitable de los seres humanos y el efecto que esto tiene en vidas inocentes». Asimismo, a Samuel Moore le pareció impactante el estribillo God bless us everyone, we're a broken people living under loaded gun («Dios nos bendiga a todos, somos gente rota viviendo bajo un arma cargada») e interpretó que la letra «representa un mundo en caos y la necesidad de un catalizador para encender el cambio y traer esperanza».

## Lanzamiento y usos

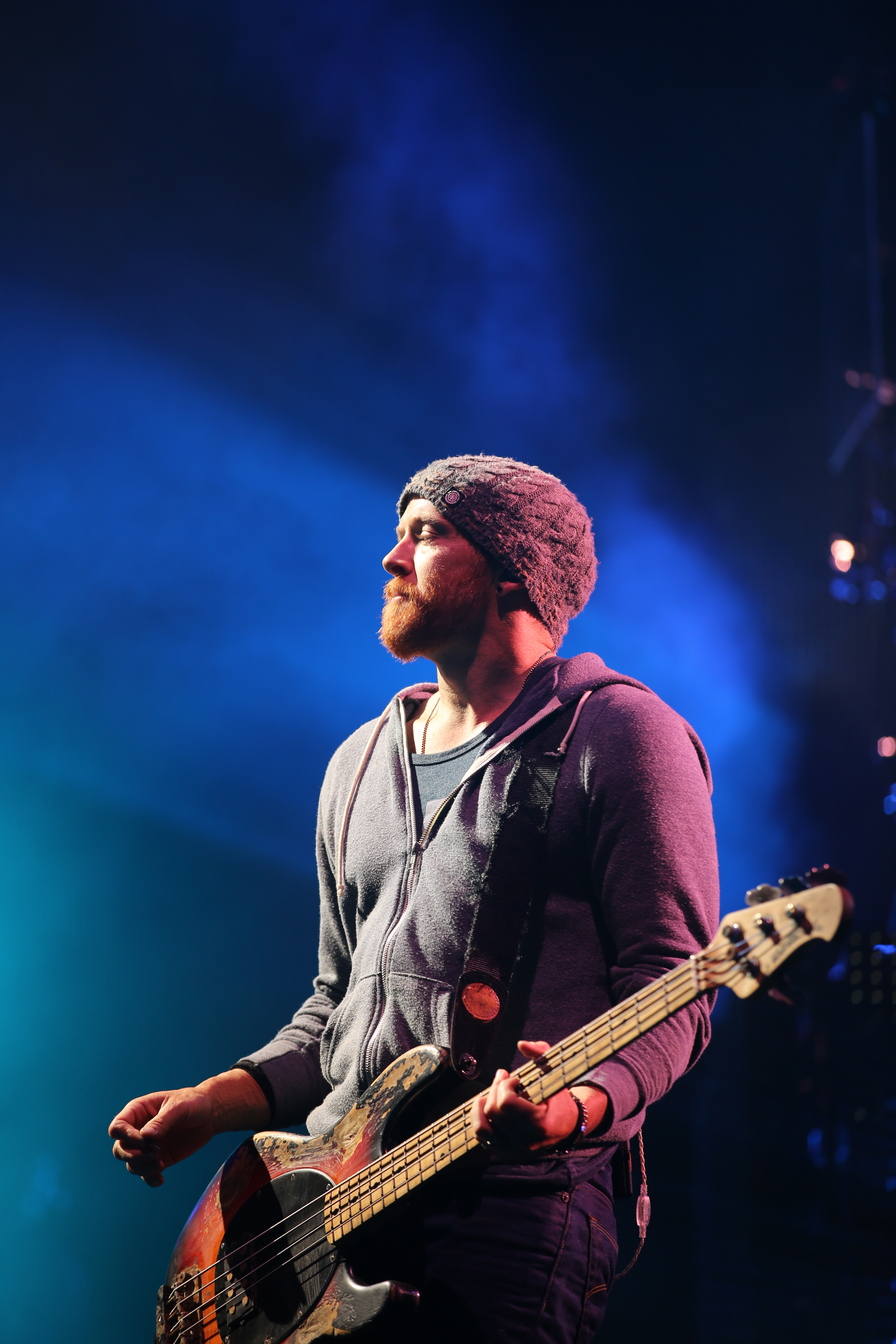
Dave Farrell dijo que cuando llegó el momento de elegir un primer sencillo, querían algo que representara adecuadamente el viaje que es A Thousand Suns.

Los integrantes del grupo empezaron a dialogar sobre la elección del primer sencillo de A Thousand Suns a medida que se acercaba la fecha para finalizar su grabación. Las opciones que planteó Shinoda fueron «Iridescent» y «Waiting for the End». No obstante, terminaron seleccionando «The Catalyst» porque sentían que era quien mejor mostraba el cambio de sonido y la dirección del álbum. Shinoda declaró que en realidad el tema «no era un indicador del sonido del disco», sino un «indicador del cambio que estaba sucediendo» en el grupo. «The Catalyst» inquietó al personal de la discográfica cuando la banda lo propuso como sencillo. La intención de Linkin Park era lanzar algo llamativo y posteriormente publicar «Waiting for the End», el cual creían que tenía potencial para ser una canción más exitosa. A pesar de que Warner Bros. Records aceptó la propuesta, dentro de la discográfica había ejecutivos que creían que era una «mala idea». Dave «Phoenix» Farrell comentó que fue un primer sencillo «diferente» y que publicarlo supuso un riesgo que «valió la pena tomar». El bajista declaró: «Queríamos una pista que representara hacia donde iba el álbum y cómo iba a funcionar, y esta era realmente la pista para hacer eso».
Previo a su lanzamiento, Linkin Park se unió junto al sitio web Myspace para llevar a cabo un concurso llamado «Linkin Park, Featuring You». Del 9 al 25 julio la banda le permitió a sus seguidores descargar fragmentos de «The Catalyst», incluyendo loops de batería, guitarra y partes vocales, para así poder crear una canción con ellos. El grupo analizó miles de pistas, y muchas no compartían su ritmo ni su tempo, lo que hizo que no sonaran bien. A fines de julio, Shinoda publicó una lista de finalistas, y posteriormente su triunfador. El ganador fue Czeslaw «NoBraiN» Sakowski, un profesor de inglés polaco, quién tuvo la oportunidad de grabar con la banda en A Thousand Suns. Su remix de «The Catalyst» estuvo disponible como descarga digital y en ediciones especiales del disco.
El 8 de julio de 2010 Linkin Park anunció su fecha de salida. Días antes a su estreno, la empresa desarrolladora y distribuidora de videojuegos Electronic Arts informó que «The Catalyst» iba a ser parte de la banda sonora de Medal of Honor. Uno de sus tráiler, dirigido por Joe Hahn, se publicó el 1 de agosto de 2010 en YouTube y enseñó avances de la canción previo a su lanzamiento. Warner Bros. Records publicó la canción el 2 de agosto y ese día tuvo su estreno en la emisora de radio KROQ de California. «The Catalyst» salió al mercado en los formatos: CD, digital y EP. En las diversas ediciones en CD se incluyó las versiones de radio y del álbum de la canción, una interpretación en vivo de «New Divide» y un remix de «The Catalyst» realizado por la banda británica Does it Offend You, Yeah?. Por su parte, el EP está compuesto de remezclas creadas por Bobby Bloomfield, King Fantastic, DJ Endorphin y Cale Pellick.

### Usos
El día del lanzamiento de A Thousand Suns en Japón, el 15 de septiembre, la sucursal japonesa de Warner Music anunció que la canción sería el tema oficial del videojuego Mobile Suit Gundam: Extreme Vs.. Ese mes también se lanzó Linkin Park Revenge, un videojuego de ritmo desarrollado por Tapulous que incluía la canción. En octubre la empresa de videojuegos Activision estrenó un contenido descargable para el videojuego de temática musical Guitar Hero: Warriors of Rock que contenía «The Catalyst» y otras canciones de la banda. Posteriormente, el remix de Does It Offend You, Yeah? de «The Catalyst» formó parte del «Linkin Park Mix Pack» del videojuego de ritmo DJ Hero 2, un spinoff de Guitar Hero. La canción también es parte de los créditos del videojuego de disparos en primera persona Medal of Honor. Dave «Phoenix» Farrell mencionó que la pista tenía una «energía y unos matices oscuros que encajaban con el juego».

## Recepción

### Comentarios de la crítica
«The Catalyst», en general, recibió buenos comentarios por parte de la crítica especializada. El personal de Billboard le otorgó tres estrellas y media sobre cinco y escribió que Linkin Park ofrece un «himno de agresión». Además, que la «interesante fusión de ideas» demuestra que la banda «todavía tienen algunos trucos bajo la manga». También comparó la pista con trabajos musicales de Muse y Green Day por tener «cantos vocales épicos» y comentarios políticos, respectivamente. Brett Bodner de Chorus.fm comentó que es una canción «cargada de electrónica» y que las voces de Chester y Shinoda se «unen de manera perfecta». Del mismo modo, Irving de Sputnikmusic destacó la actuación de los vocalistas y sintió que tanto Chester Bennington como Mike Shinoda «demuestran que todavía pueden unirse muy bien para entregar versos que son capaces de mantener su característica interacción de rap-rock y gritos abrasivos». James Montgomery de MTV la describió como una «rumia melancólica, repleta de sintetizadores y decididamente apocalíptica sobre los tiempos rotos en los que vivimos» y que no se parece a ninguna canción que la banda haya lanzado antes. De una manera similar, el personal de PopCultureMonster declaró que su «punto fundamental es que suena diferente a todo lo que Linkin Park ha hecho antes» y que además «no decepciona».

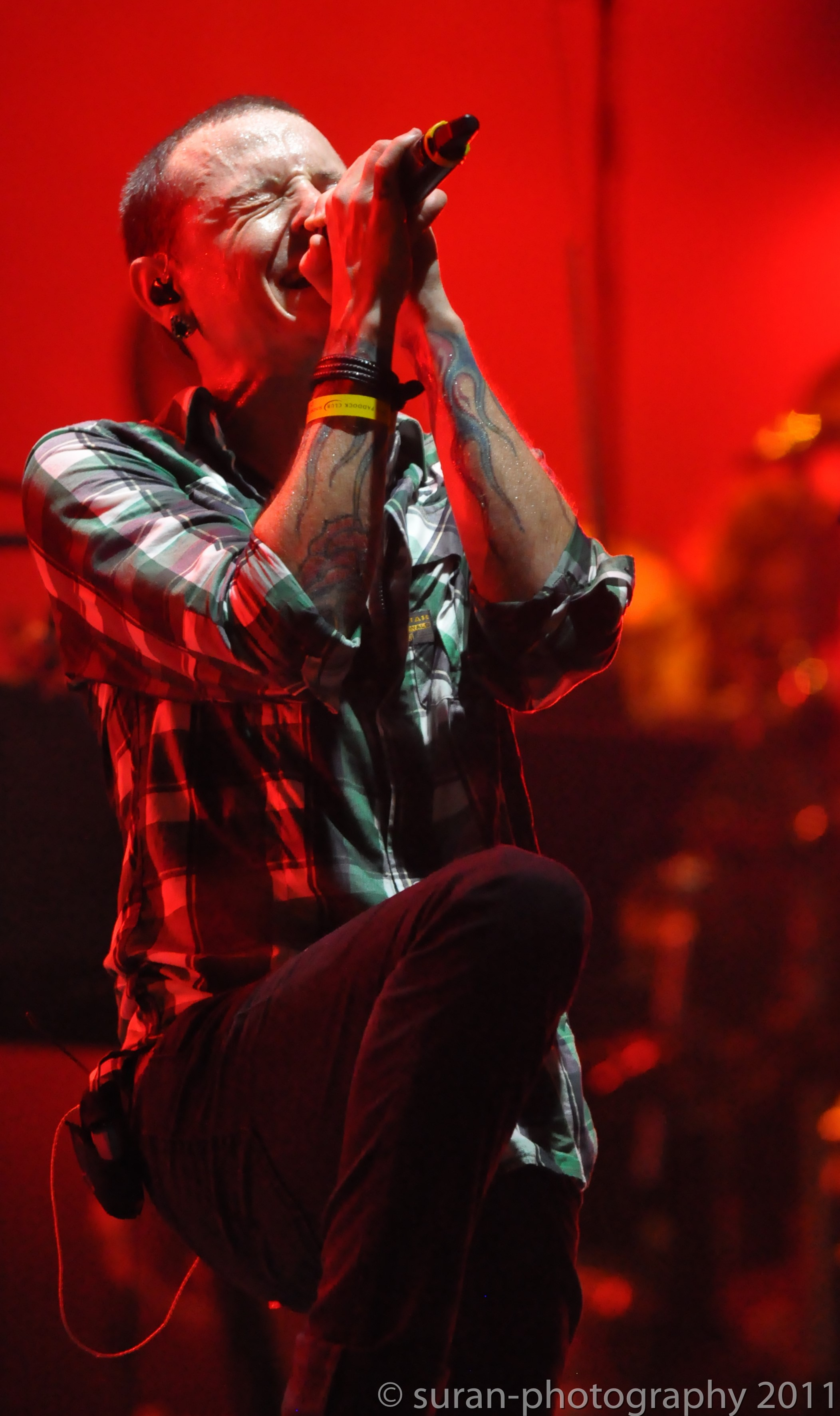
Varios críticos destacaron la interacción vocal entre Shinoda y Bennington (en la imagen).

Fraser McAlpine de la BBC le otorgó tres estrellas sobre cinco y señaló que «The Catalyst» demuestra que «Chester Bennington sigue siendo una presencia muy feroz». También mencionó que «tiene muchas características reconocibles» de la banda, pero «enterradas» en un nuevo sonido. A Peter Gaston de la revista Spin le pareció que con «The Catalyst» el grupo «ofrece su canción más electrónica hasta la fecha» y comentó que tiene una introducción en staccato que recuerda a «Born Slippy» de Underworld. Steve Baltin de NoiseCreep la consideró una de las canciones «más sofisticadas que ha hecho la banda hasta la fecha». La describió como una «una intrincada y compleja ola de emoción que se mueve mediante múltiples cambios de tempo, desde el ritmo agresivo hasta su hermoso desenlace en piano». En una reseña al álbum, Jordy Kasko de Review Rinse Repeat dijo que es una «suma épica sin coro» de las 13 pistas que le preceden, «combinándolas todas en un gran final». El personal de ARTISTdirect dijo que era una pista «serena y visceral» y que aunque «tiene elementos de diferentes estilos, es inequívocamente Linkin Park». David Medsker de ESDMusic la llamó «una canción enorme» y Jonathan Walzer de Power Metal comentó que es «agresiva y melancólica».
En críticas retrospectivas, varios periodistas musicales la nombraron como una sus mejores canciones. Ese fue el caso de Sam Law de la revista británica Kerrang!, que la situó en el puesto 14 y dijo que su sintetizador y estética distópica «proyectan una imagen impresionantemente completa». También mencionó que logró ofrecer un balance perfecto entre «un himno listo para ser escuchado en la radio» y para «presentar la nueva etapa experimental» de la banda. Ollie Dean de Classic Rock History la nombró la décima mejor canción del grupo y comentó que dada la naturaleza temática de A Thousand Suns, en torno a una posible guerra nuclear, no sorprende que la pista sea «dramática y épica en su alcance». Dean también comentó que es «fácilmente el sencillo más teatral y histriónico que Linkin Park ha lanzado». En una reseña retrospectiva a A Thousand Suns, Jordan Blum de Loudwire dijo sobre la canción:

«La primera mitad es heroica, vigorizante y sublimemente equilibrada. Evoluciona continuamente con nuevos elementos siniestramente elegantes, fusionándose finalmente con la sublime balada de piano de la segunda mitad. Es una conclusión impresionante y la mejor composición que Linkin Park haya creado jamás».

Para el sitio web The New Fury Shinoda y Bennington «muestran algunos de sus mejores intercambios vocales hasta la fecha». En una reseña a todas las canciones que alcanzaron la primera posición en la lista Alternative Airplay, Philip Cosores de Consequence la describió como «poco inspirada», pero que la banda al menos utiliza «algunos tonos y texturas diferentes a lo habitual». Samuel Moore de Singersroom la colocó en el puesto 10 de los mejores temas de la banda y dijo que es un «himno de rock electrizante que muestra la fusión característica de la banda entre elementos electrónicos y rock pesado». Thea de Gallier de The Telegraph, que la ubicó en el noveno puesto, comentó que tiene un «ritmo enérgico» y que no es «inmediatamente reconocible como una canción de Linkin Park», además, que es uno de los «puntos destacados» en A Thousand Suns. Andrew Unterberger de Billboard la nombró la quinta mejor canción y afirmó que «The Catalyst» era el «Paranoid Android» de Linkin Park y que como primer sencillo era una «declaración grandiosa y cambiante». Por su parte, la revista Metal Hammer la ubicó entre las 25 mejores canciones de la agrupación. Luke Edwards de Dig!, que la posicionó en el decimotercer lugar, dijo que fue pionera es la música rock orientada a la electrónica.

### Rendimiento comercial
«The Catalyst» debutó en el puesto 35 de la lista Billboard Hot 100 en la edición del 21 de agosto de 2010 de Billboard. Al mes siguiente, y tras la publicación de A Thousand Suns, el sencillo alcanzó el puesto 27. En su primera semana de lanzamiento vendió 60 000 copias en los Estados Unidos, y por esto, entró en el puesto 20 en la lista Digital Songs y en el número 1 en Rock Digital Songs. «The Catalyst» fue la primera canción en debutar en la primera posición en el conteo radial Rock Songs de Billboard, lugar que sostuvo cinco semanas. En sus primeros siete días logró una audiencia de 12.2 millones de personas en más de ciento ochenta estaciones de radios de rock y música alternativa en los Estados Unidos. El sencillo se convirtió en la segunda canción de la banda en alcanzar el primer puesto, luego de «New Divide» en 2009. En el conteo Alternative Songs debutó en la tercera posición, siendo este su mejor debut desde «What I've Done» en 2007. El 4 de septiembre alcanzó la cima, donde se mantuvo durante un mes, y así pasó a ser la novena canción de la banda en llegar a ese puesto. No obstante, alcanzó la peor posición de la banda en la lista Mainstream Rock Tracks después de «Leave Out All the Rest». En julio de 2011, un año después de su lanzamiento, la Recording Industry Association of America (RIAA) lo certificó con un disco de oro por vender 500 000 copias.
El 10 de septiembre ingresó en el puesto número 11 en el conteo de sencillos de Alemania, donde permaneció cuatro semanas dentro de las primeras veinte posiciones. Esa misma fecha también debutó en el puesto 23 en Austria y dos semanas más tarde alcanzó su máxima posición en el lugar 18. En el mercado Europeo también llegó al puesto 8 en Hungría, 44 en Bélgica y 95 en Países Bajos. En Oceanía logró el puesto 27 en Nueva Zelanda y 33 en Australia. La canción también ingresó dentro de las primeras cuarenta posiciones en los conteos de Canadá, Reino Unido, Italia, Suiza, Suecia y Portugal.

## Video musical
La dirección del videoclip estuvo a cargo de Joe Hahn, integrante y director recurrente del grupo. El rodaje se realizó en julio de 2010 en los Milk Studios (Los Ángeles, California) mientras la banda todavía grababa A Thousand Suns. Varias escenas del video supusieron riesgos para los integrantes, como las que están inspiradas en Holi, un festival hindú celebrado principalmente en la India donde «la gente recolecta pigmentos durante todo el año para lanzarlos como celebración de la vida y tributo a Vishnu». Hahn fue consciente de que participar de estas escenas podría llegar a afectar la respiración. Esto le preocupó a Bennington, que tenía que seguir grabando el disco el día posterior a rodar las tomas. Sin embargo, una vez que el polvo comenzó a ser arrojado «[la situación] no fue tan mala» y no resultó afectado. En el segundo día de rodaje se grabaron escenas de Bennington debajo del agua. Hanh dijo que tenía la tendencia de ilustrarlo en situaciones «insoportables» porque «combina muy bien con la música». No obstante, al cantante no le hizo ilusión cantar y que le entrara agua por la nariz. De acuerdo con el director, «cuando miras el video, el dolor y la agonía [de Bennington] es real».
Para realizar los efectos visuales, la banda contó con la ayuda de la empresa Ghost Town Media. Según David Torno, director técnico, hicieron un enfoque realista y necesitaron utilizar más efectos visuales que gráficos en movimiento. Para lograr el entorno postapocalíptico utilizaron el complemento «Trapcode Particular» de After Effects para crear partículas y dar la sensación de ceniza cayendo. Asimismo, el equipo también utilizó el complemento «Trapcode Horizon» para crear las tomas que muestran la ciudad en ruinas.
Al considerar la pieza visual para la canción, Hahn pensó en el «final de la humanidad» y se preguntó «¿Cómo se vería y sentiría si alguien presionara el botón para decidir nuestro destino?». Además, contempló cómo sería tener un momento final para «celebrar nuestros últimos momentos de vida». El videoclip comienza con el rostro de Bennington gritando desde una nube de humo. Seguido, Shinoda recita sus versos encapuchado y desde el asiento trasero de un vehículo. A su vez, Bennington canta en escenas debajo del agua. Estas tomas se intercalan con imágenes de una ciudad en ruinas y la banda interpretando la canción rodeados de una nube de humo pálida y amarilla. En el puente y el outro de la pista, equipos de jóvenes comienzan a correr donde la banda toca sus instrumentos y tiran pigmentos de color azul, naranja y rojo. Luego de que el humo se asienta, la voz de Bennington recita It can't be outrun mientras desaparece debajo del agua de manera exhausta.
Linkin Park anunció el lanzamiento del videoclip el 16 de agosto en su página web. Este se estrenó el 25 de ese mes en YouTube y al día siguiente en MTV y VH1. Previo a su estreno, ambos canales de televisión mostraron al aire avances de treinta segundos. MTV lo llamó el video «más estimulante y más significativo de la banda hasta la fecha» y Amy Sciarretto de ArtistDirect dijo que «se siente más como película que un video». Kyle Anderson, también de MTV, comentó: «[los videos del grupo] siempre emplean un estilo visual impactante que se mueve y cambia con sus intereses y obsesiones [y] "The Catalyst" no es diferente [a eso]». Anderson mencionó que «aunque carece de una narrativa real», tiene «imágenes impactantes que se ajustan perfectamente a la estructura no convencional de la canción». Además, concluyó que es «visualmente impactante, algo misterioso, un poco aterrador y completamente Linkin Park». En los MTV Video Music Awards Japan de 2011 recibió la nominación a «mejor video de grupo» y «mejor video de rock», pero perdió en ambas categorías.

## Presentaciones en vivo

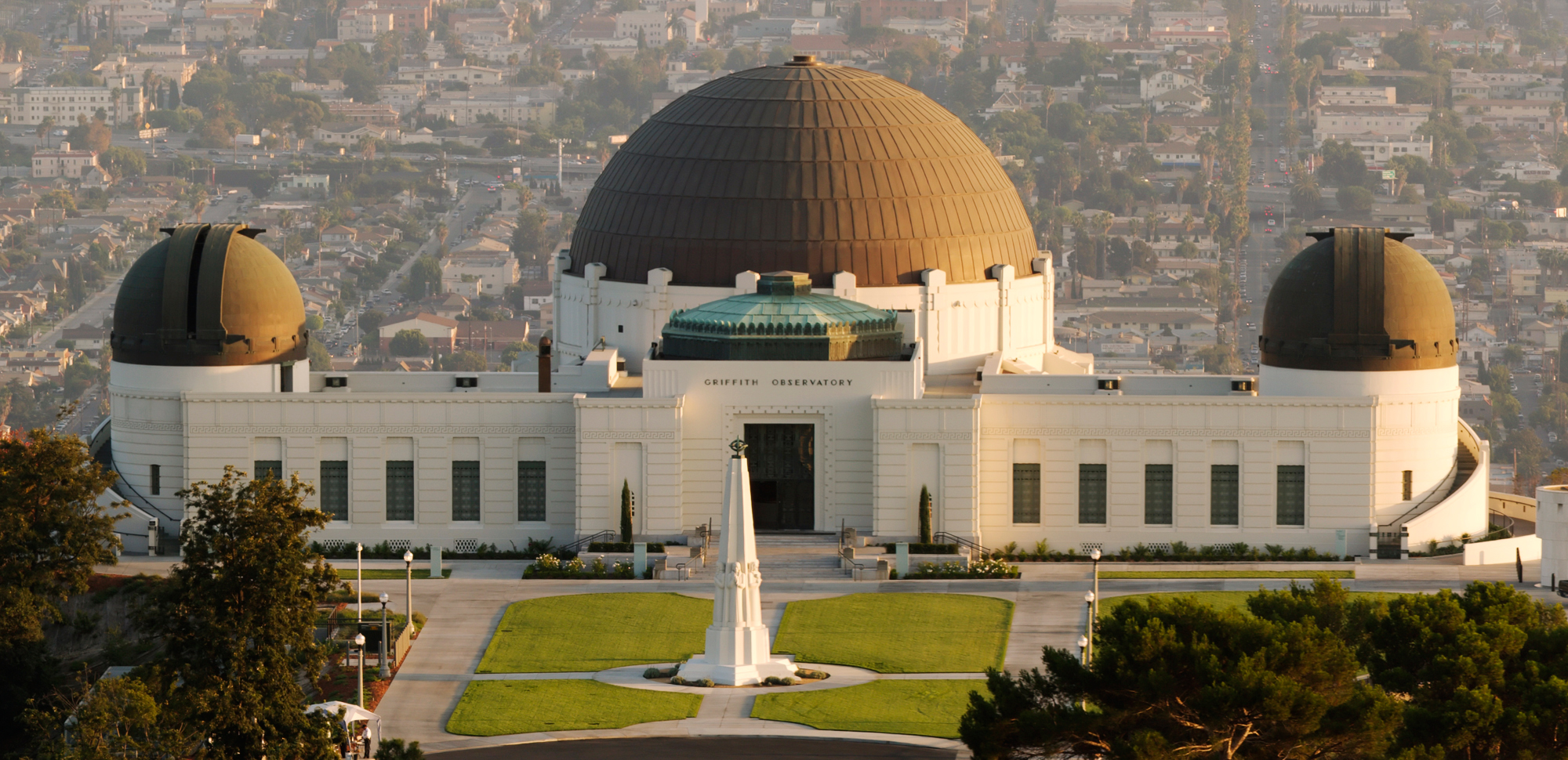
La primera presentación en televisión de «The Catalyst» se dio en el Observatorio Griffith en Los Ángeles, California.

Linkin Park interpretó la canción por primera vez el 7 de septiembre de 2010 en el evento KROQ's Kevin and Bean Breakfast Show, que se llevó a cabo en el stage 21 de Paramount Studios, en Hollywood, California. En este concierto el grupo tocó por primera vez «The Catalyst», «Waiting for The End», «Iridescent» y además los sencillos «What I've Done» y «Numb». Cinco días después, el 12 de septiembre, se presentaron en los MTV Video Music Awards. La ceremonia se llevó a cabo en el Nokia Theatre, pero la presentación tomó lugar en el Observatorio Griffith en Los Ángeles. Aunque solo se televisó el sencillo, también interpretaron «Crawling», «New Divide» y «Bleed It Out». Chris Ryan de MTV la llamó una presentación «energética y visualmente dinámica de puro rock» mientras que Kara, también de ese medio, comentó que fue «épica». No obstante, a Claire Suddath de la revista Time le pareció una presentación aburrida. En septiembre de 2011, al culminar la gira en promoción al disco, Shinoda catalogó la presentación en el observatorio como un «hito» para la banda.
En agosto, un comunicado de prensa de Best Buy anunció que el grupo iba a inaugurar el Best Buy Theater (Nueva York), que hasta ese momento llevaba el nombre Nokia Theatre Times Square. El espectáculo fue una presentación especial por el lanzamiento de A Thousand Suns, donde tocaron todo el álbum, incluido «The Catalyst». El 11 de noviembre de 2010 y con motivo de los MTV Europe Music Awards, Linkin Park participó de un concierto gratis en la Puerta de Alcalá, en España, donde la canción formó parte del repertorio. El sencillo también integró la lista de canciones interpretadas en el A Thousand Suns World Tour, que se extendió desde octubre de 2010 hasta septiembre de 2011. A «The Catalyst» también la incluyeron en el repertorio de las giras Honda Civic Tour de 2012, Living Things World Tour (2012-2013) y One More Light World Tour (2017). La última presentación de la canción junto a Bennington ocurrió el 6 de julio de 2017. El concierto, que tomó lugar en el Barclaycard Arena, en Birmingham, Inglaterra, contó con una versión acortada del tema, sin el puente ni el tercer coro. Linkin Park presentó la canción por última vez el 27 de octubre de 2017 en un concierto en homenaje a Chester Bennington en el Hollywood Bowl. La banda toco una versión cantada por Deryck Whibley y con Frank Zummo en la batería, ambos integrantes de la banda de rock Sum 41. Whibley se enteró un día antes de que iba a ser parte de la presentación, y para Kelli Skye Fadroski del periódico Los Angeles Daily News, «le dio en el clavo».

## Lista de canciones y versiones
| CD  |                                   |          |  |
| N.º | Título                            | Duración |  |
| 1.  | «The Catalyst» (versión de radio) | 4:42     |  |

| Versión del álbum |                |          |  |
| N.º               | Título         | Duración |  |
| 1.                | «The Catalyst» | 5:42     |  |

| CD  |                                   |          |  |
| N.º | Título                            | Duración |  |
| 1.  | «The Catalyst» (versión de radio) |          |  |
| 2.  | «The Catalyst» (versión de álbum) |          |  |

| CD  |                        |          |  |
| N.º | Título                 | Duración |  |
| 1.  | «The Catalyst»         | 5:44     |  |
| 2.  | «New Divide» (en vivo) | 4:55     |  |

| Descarga digital |                                   |          |  |
| N.º              | Título                            | Duración |  |
| 1.               | «The Catalyst» (remix de NoBraiN) | 4:22     |  |

| CD  |                                                     |          |  |
| N.º | Título                                              | Duración |  |
| 1.  | «The Catalyst»                                      | 5:42     |  |
| 2.  | «The Catalyst» (remix de Does It Offend You, Yeah?) | 3:05     |  |

| EP  |                                            |          |  |
| N.º | Título                                     | Duración |  |
| 1.  | «The Catalyst»                             | 5:39     |  |
| 2.  | «The Catalyst» (remix de Bobby Bloomfield) | 3:06     |  |
| 3.  | «The Catalyst» (remix de King Fantastic)   | 4:04     |  |
| 4.  | «The Catalyst» (con DJ Endorphin)          | 5:00     |  |
| 5.  | «The Catalyst» (con Cale Pellick)          | 3:31     |  |

## Posicionamiento en listas
| País (Lista 2010)                             | Mejor posición |
| --------------------------------------------- | -------------- |
| Alemania (German Singles Chart)               | 11             |
| Australia (ARIA)                              | 33             |
| Austria (Ö3 Austria Top 40)                   | 18             |
| Bélgica (Flandes) - (Ultratip Bubbling Under) | 6              |
| Bélgica (Valona) - (Ultratop 50)              | 44             |
| Canadá (Canadian Hot 100)                     | 28             |
| Canadá (Rock)                                 | 13             |
| Escocia (Scottish Singles Chart)              | 40             |
| Estados Unidos (Alternative Songs)            | 1              |
| Estados Unidos (Billboard Hot 100)            | 27             |
| Estados Unidos (Digital Songs)                | 16             |
| Estados Unidos (Mainstream Rock Tracks)       | 12             |
| Estados Unidos (Rock Songs)                   | 1              |
| Hungría (Single Top 40)                       | 8              |
| Italia (FIMI)                                 | 34             |
| Nueva Zelanda (Recorded Music NZ)             | 27             |
| Países Bajos (Dutch Single Top 100)           | 95             |
| Portugal (AFP)                                | 27             |
| Reino Unido (UK Rock & Metal)                 | 1              |
| Reino Unido (UK Singles Chart)                | 40             |
| Suecia (Sverigetopplistan)                    | 31             |
| Suiza (Schweizer Hitparade)                   | 29             |

| País (Lista 2010)           | Mejor posición |
| --------------------------- | -------------- |
| Estados Unidos (Rock Songs) | 40             |

### Certificaciones
| País           | Organismo certificador | Certificación | Ventas certificadas | Ref.   |
| -------------- | ---------------------- | ------------- | ------------------- | ------ |
| Estados Unidos | RIAA                   | Oro           | 500 000             | [ 74 ] |

## Premios y nominaciones
«The Catalyst» recibió dos nominaciones en una ceremonia de premiación. A continuación, una lista con las candidaturas que obtuvo:
| Año  | Ceremonia de premiación      | Categoría            | Resultado | Ref.    |
| ---- | ---------------------------- | -------------------- | --------- | ------- |
| 2011 | MTV Video Music Awards Japan | Mejor video de rock  | Nominado  | [ 104 ] |
| 2011 | MTV Video Music Awards Japan | Mejor vídeo de grupo | Nominado  | [ 104 ] |

## Créditos y personal
Linkin Park: 
- Chester Bennington: voz y letra.
- Rob Bourdon: batería, coros.
- Brad Delson: guitarra y coros.
- Dave Farrell: bajo, coros.
- Joe Hahn: scratching y coros.
- Mike Shinoda: producción, ingeniero de audio y letra.

Personal:
- Josh Vanover: artwork.
- Frank Maddocks: diseño de portada.
- Vlado Meller: masterización (en Universal Mastering Studios, Los Ángeles, California).
- Mark Santangelo: asistente de masterización.
- Neal Avron: mezcla (en Paramount Recording Studios, Los Ángeles, California).
- Nicolas Fournier: asistente de mezcla.
- Rick Rubin: producción.

Créditos adaptados del libreto de A Thousand Suns y «The Catalyst».